# 高橋利幸 (指揮者)
高橋 利幸（たかはし としゆき、1948年3月8日 - ）は、日本の指揮者。
尚美高等音楽院（現：尚美学園大学）専攻科卒。在学中より女声合唱団「コール・メーティス」を指揮、青山タワーホールを中心とする定期演奏会の指揮をするとともに、東京新聞社、東京文化会館主催の都民合唱コンクールに参加、2回の2位入賞や奨励賞受賞の成果をあげる。
卒業後は千葉県船橋市立前原中学校で教鞭をとり、母校尚美高等音楽院の指揮科講師として後進の育成にあたった。1979年からは千葉県習志野市立第一中学校に勤務し、オーケストラの指導・指揮者として全国学校合奏コンクール、TBSこども音楽コンクールに出場し、全国コンクールにおいて、合奏の部・重奏の部合わせて全国優勝9回を数える。
1985年には「習志野青少年交響楽団」を率い北京、上海で公演。中国青年報では『常に前進しようとする、子供達と指揮者』と絶賛を博し、日中音楽文化交流の一端を担った。その後は千葉県柏市立柏中学校で吹奏楽の指導にあたり、1991年千葉県で開催された「第6回 国民文化祭ちば`91」では、音楽事業担当として開催準備にあたった。
オーケストラ活動では「習志野ユースフィルハーモニー」（現・習志野シティフィル）を設立し、3年間指導者としてその育成に力を注ぎ、更に新しく「ちば室内管弦楽団」を設立、2005年に創設した「女声合唱団 ねむの花」とともに芸術監督として現在まで指導にあたっている。
- 専門学校東京ミュージック&メディアアーツ尚美 エグゼクティブレッスン指揮科講師。
- Nミュージックプランニングオフィス所属